# Cyrtina
Cyrtina is een geslacht van uitgestorven brachiopoden, dat voorkwam van het Midden-Ordovicium tot het Vroeg-Carboon.

## Beschrijving
Deze vijf centimeter lange brachiopode kenmerkt zich door de kapvormige schelp met opvallend geribde kleppen en een golvende commissuur (raaklijn waarlangs de kleppen op elkaar vallen). De schelp is het breedst ter hoogte van de slotrand. De steelklep bevat een grote driehoekige interarea (het klepdeel tussen wervel en slot) met aan de bovenzijde een tamelijke opening voor de steel en een opvallende, zich naar de buitenrand toe verbredende sulcus (verdiept gedeelte van het buitenoppervlak). De plooi en groeve op de licht bollende armklep bezitten geen sculptuur. De groeistrepen zijn het duidelijkst langs de voorranden. Het geslacht bewoonde wateren met zachte sedimenten.